# Odontomyia nigerrima
Odontomyia nigerrima är en tvåvingeart som beskrevs av Friedrich Hermann Loew 1872. Odontomyia nigerrima ingår i släktet Odontomyia och familjen vapenflugor. Inga underarter finns listade i Catalogue of Life.